# 乗る旅・読む旅
乗る旅・読む旅（のるたびよむたび）は、紀行作家宮脇俊三の著した鉄道紀行文である。2001年JTB出版事業局より単行本刊行。

## 作品概要
紀行文と“近くにも旅はある”・“文庫解説”・“書評その他”の4部構成になっている。
紀行文は月刊誌『旅』に掲載された。“近くにも旅はある”は『宮脇俊三鉄道紀行全集 月報』に掲載、“文庫解説”はそれぞれの文庫の解説である。“書評その他”は新聞や週刊誌の書評に載ったものである。

## 構成
- アメリカ西海岸の鉄道ツアー
- 英国鉄道ツアー
- 米坂線・陸羽東線紀行
- 板谷峠、消えたスイッチバック
- 鉄道の父、井上勝のこと

近くにも旅はある
- 横川駅と旧沓掛駅
- 「小江戸号」と川越
- 東京湾岸一周
- ゆりかもめ、水上バス、国技館
- 舟運の商都、栃木市
- 水郷の鉄道周遊

文庫解説
| 作者名         | 作品名                                 |
| -------------- | -------------------------------------- |
| 会田雄次       | 『回想アーロン収容所』                 |
| 北杜夫         | 『マンボウぼうえんきょう』             |
| 斉藤茂太       | 『モタさんの汽車の旅』                 |
| 北杜夫         | 『親不孝旅日記』                       |
| 江國滋         | 『鬼たちの勲章』                       |
| 江國滋         | 『阿呆旅行』                           |
| 阿川弘之       | 『南蛮阿房第2列車』                    |
| 種村直樹       | 『気まぐれ列車で出発進行』             |
| 中村由信       | 『SLグラフィティ』                     |
| 堀淳一         | 『森と野と古都の旅-西ドイツ地図紀行-』 |
| ヒサクニヒコ   | 『国鉄あちこち体験記』                 |
| 橋本克彦       | 『線路工手の唄が聞えた』               |
| アラン・ブース | 『津軽』                               |

書評その他
| 作者名                     | 作品名                                      |
| -------------------------- | ------------------------------------------- |
| 武部健一                   | 『道のはなしⅠⅡ』                            |
| 戸田芳実                   | 『歴史と古道-歩いて学ぶ中世史』             |
| 四方田犬彦                 | 『月島物語』                                |
| 織本瑞子                   | 『犬と旅した遥かな国-スペイン・ポルトガル』 |
| アラン・ブース             | 『津軽-失われゆく風景を探して』             |
| 秦辰也                     | 『バンコクの熱い季節』                      |
| 佐々木冨泰・網谷りょういち | 『事故の鉄道史』                            |
| 小池滋                     | 『英国鉄道物語』                            |
| 古谷和典                   | 『すかたん列車』･『第二すかたん列車』       |
| 丸谷才一・山崎正和         | 『日本の町』                                |

## 書誌情報
出版元の名称は出版当時のものである。
- 単行本 JTB出版事業局 2000年1月1日 ISBN 4-533-03627-9[1]
- 角川文庫 角川書店 2004年2月25日 ISBN 978-4-04-159811-5[2]